# Šiori Mijakeová
Šiori Mijakeová (japonsky 三宅 史織, * 13. října 1995 Sapporo) je japonská fotbalistka.

## Reprezentační kariéra
Za japonskou reprezentaci v letech 2013 až 2019 odehrála 21 reprezentačních utkání. Byla členkou japonské reprezentace i na Mistrovství světa ve fotbale žen 2019.

## Statistiky
| Japonsko | Japonsko | Japonsko |
| Roky     | Záp.     | Góly     |
| -------- | -------- | -------- |
| 2013     | 1        | 0        |
| 2014     | 0        | 0        |
| 2015     | 0        | 0        |
| 2016     | 0        | 0        |
| 2017     | 5        | 0        |
| 2018     | 11       | 0        |
| 2019     | 4        | 0        |
| Celkem   | 21       | 0        |

## Úspěchy

### Reprezentační
- Mistrovství Asie:  2018